# Гипертрофия скелетных мышц
Гипертрофия скелетных мышц (греч. hyper – больше и греч. trophe – питание, пища) – увеличение объёма или массы скелетной мышцы . Уменьшение объёма или массы скелетной мышцы называется атрофией. Уменьшение объёма или массы скелетной мышцы в пожилом возрасте называется саркопенией.

## Методика оценки степени гипертрофии
Для того, чтобы оценить степень гипертрофии скелетной мышцы, необходимо измерить изменение её объёма или массы. Современные методы исследования (компьютерная или магнито-резонансная томография) позволяют оценить изменение объёма скелетных мышц человека и животных. С этой целью выполняются многократные «срезы» поперечного сечения мышцы, что позволяет вычислить её объём. Однако, до настоящего времени о степени гипертрофии скелетных мышц достаточно часто судят по изменению максимального значения поперечного сечения мышцы, полученного посредством компьютерной или магниторезонансной томографии.

## Показатели, определяющие объём скелетных мышц
Основным компонентом скелетных мышц являются мышечные волокна, которые составляют приблизительно 87% от её объёма (J.D. MacDougall et al., 1984). Этот компонент мышцы называют сократительным, так как сокращение мышечных волокон позволяет мышце изменять свою длину и перемещать звенья опорно-двигательного аппарата, осуществляя движение звеньев тела человека. Остальной объём мышцы (13%) занимают несократительные элементы (соединительно-тканные образования, кровеносные и лимфатические сосуды, нервы, тканевая жидкость и др.).
В первом приближении объём всей мышцы (Vм) можно выразить формулой:
Vм = Vмв nмв +Vнс,
где: Vмв – объём мышечного волокна; nмв – количество мышечных волокон; Vнс – объём несократительной части мышцы (то есть тот объём, который занимают все компоненты мышцы, кроме мышечных волокон).

## Влияние тренировки на параметры, определяющие объём скелетных мышц
Доказано, что под влиянием силовой тренировки и тренировки на выносливость возрастает объём мышечных волокон (Vмв) и объём несократительной части мышцы (Vнс).
Не доказано увеличения количества мышечных волокон (гиперплазии мышечных волокон) у человека под влиянием силовой тренировки, хотя у животных (млекопитающих и птиц) гиперплазия мышечных волокон доказана.

## Типы гипертрофии мышечных волокон
Можно выделить два крайних типа гипертрофии мышечных волокон: миофибриллярную гипертрофию и саркоплазматическую гипертрофию.

Миофибриллярная гипертрофия мышечных волокон – увеличение объёма мышечных волокон за счёт увеличения объёма миофибрилл. При этом возрастает плотность укладки миофибрилл в мышечном волокне. Гипертрофия мышечных волокон ведёт к значительному росту максимальной силы мышцы. По-видимому, наиболее предрасположены к миофибриллярной гипертрофии быстрые (IIB тип) мышечные волокна (Я.М. Коц, 1998). 

Саркоплазматическая гипертрофия мышечных волокон – увеличение объёма мышечных волокон за счёт преимущественного увеличения объёма саркоплазмы, т. е. несократительной их части. Гипертрофия этого типа происходит за счёт повышения содержания в мышечных волокнах митохондрий, а также: креатинфосфата, гликогена, миоглобина и др. Наиболее предрасположены к саркоплазматической гипертрофии, по-видимому, медленные (I) и быстрые окислительные (IIА) мышечные волокна (Я. М. Коц, 1998). Саркоплазматическая гипертрофия мышечных волокон мало влияет на рост силы мышц, но зато значительно повышает способность к продолжительной работе, т. е. увеличивает их выносливость.
В реальных ситуациях гипертрофия мышечных волокон представляет собой комбинацию двух названных типов с преобладанием одного из них. Преимущественное развитие того или иного типа гипертрофии мышечных волокон определяется характером тренировки. Упражнения со значительными внешними отягощениями (более 70%-от максимума), способствуют развитию миофибриллярной гипертрофии мышечных волокон. Такой тип гипертрофии характерен для силовых видов спорта (тяжёлая атлетика, пауэрлифтинг). Длительное выполнение двигательных действий, развивающих выносливость, с относительно небольшой силовой нагрузкой на мышцы вызывает, главным образом, саркоплазматическую гипертрофию мышечных волокон. Такая гипертрофия свойственна бегунам на средние и длинные дистанции. Спортсменам, занимающихся бодибилдингом, свойственна как миофибриллярная, так и саркоплазматическая гипертрофия мышечных волокон.

## Механизмы гипертрофии скелетных мышц
В основе миофибриллярной гипертрофии мышечных волокон лежит интенсивный синтез и уменьшенный распад мышечных белков.
Существует несколько гипотез миофибриллярной гипертрофии:
- гипотеза ацидоза;
- гипотеза гипоксии;
- гипотеза механического повреждения мышечных волокон.

Гипотеза ацидоза предполагает, что пусковым стимулом для повышенного синтеза белка в скелетных мышцах является накопление в них молочной кислоты (лактата). Увеличение лактата в мышечных волокнах вызывает повреждение сарколеммы мышечных волокон и мембран органелл, появление в саркоплазме мышечных волокон ионов кальция, что вызывает активизацию протеолитических ферментов, расщепляющих мышечные белки. Увеличение синтеза белка в этой гипотезе связано с активацией и последующим делением клеток-сателлитов.

Гипотеза гипоксии предполагает, что пусковым стимулом для повышенного синтеза белка в скелетных мышцах является временное ограничение поступления кислорода (гипоксия) к скелетным мышцам, что происходит при выполнении силовых упражнений с большими отягощениями. Гипоксия и последующая реперфузия (восстановление притока кислорода к скелетным мышцам) вызывает повреждение мембран мышечных волокон и органоидов, появление в саркоплазме мышечных волокон ионов кальция, что вызывает активизацию протеолитических ферментов, расщепляющих мышечные белки. Увеличение синтеза белка в этой гипотезе связано с активизацией и последующим делением клеток-сателлитов.

Гипотеза механического повреждения мышечных волокон предполагает, что пусковым стимулом для повышенного синтеза белка является большое мышечное напряжение, что приводит к сильным повреждениям сократительных белков и белков цитоскелета мышечного волокна. Доказано, что даже однократная силовая тренировка может привести к повреждению более 80 % мышечных волокон. Повреждение саркоплазматического ретикулума вызывает увеличение в саркоплазме мышечного волокна ионов кальция и последующим процессам, описанным выше.
Согласно вышеописанным гипотезам повреждение мышечного волокна вызывает запаздывающие болезненные ощущения в мышцах (DOMS), что связывается с их воспалением.
Очень важную роль в регуляции объёма мышечной массы, в частности в развитии гипертрофии мышц, играют андрогены (мужские половые гормоны). У мужчин они вырабатываются половыми железами (семенниками) и в коре надпочечников, а у женщин — только в коре надпочечников. Соответственно у мужчин количество андрогенов в организме больше, чем у женщин.
Возрастное развитие мышечной массы идёт параллельно с увеличением продукции андрогенных гормонов. Первое заметное увеличение объёма мышечных волокон наблюдается в 6-7-летнем возрасте, когда усиливается образование андрогенов. С наступлением полового созревания (11-15 лет) начинается интенсивный прирост мышечной массы у мальчиков, который продолжается и после периода полового созревания. У девочек развитие мышечной массы в основном заканчивается с периодом полового созревания.
В опытах на животных установлено, что введение препаратов андрогенных гормонов (анаболиков) вызывает значительную интенсификацию синтеза мышечных белков, в результате чего увеличивается масса тренируемых мышц и как результат — их сила. Вместе с тем, гипертрофия скелетных мышц может происходить и без участия андрогенных и других гормонов (гормона роста, инсулина и тиреоидных гормонов).

## Влияние тренировки на композицию и гипертрофию мышечных волокон различных типов
Доказано, что силовая тренировка и тренировка на выносливость не изменяют соотношения в мышцах медленных (I тип) и быстрых (II тип) мышечных волокон. Вместе с тем, эти виды тренировки способны изменять соотношение двух видов быстрых волокон, увеличивая процент мышечных волокон IIA типа и, соответственно, уменьшая процент мышечных волокон IIB типа.
В результате силовой тренировки степень гипертрофии быстрых мышечных волокон (II типа) значительно больше, чем медленных волокон (I типа), тогда как тренировка, направленная на выносливость, ведёт к гипертрофии в первую очередь медленных волокон (I типа). Эти различия показывают, что степень гипертрофии мышечного волокна зависит как от меры его использования в процессе тренировок, так и от его способности к гипертрофии.
Силовая тренировка связана с относительно небольшим числом повторных максимальных или близких к ним мышечных сокращений, в которых участвуют как быстрые, так и медленные мышечные волокна. Однако и небольшого числа повторений достаточно для развития гипертрофии быстрых волокон, что указывает на их большую предрасположенность к гипертрофии по сравнению с медленными волокнами. Высокий процент быстрых волокон (II типа) в мышцах служит важной предпосылкой для значительного роста мышечной силы при направленной силовой тренировке. Поэтому люди с высоким процентом быстрых волокон в мышцах имеют более высокие потенциальные возможности для развития силы.
Тренировка выносливости связана с большим числом повторных мышечных сокращений относительно небольшой силы, которые в основном обеспечиваются активностью медленных мышечных волокон. Поэтому при тренировке на выносливость более выражена гипертрофия медленных мышечных волокон (I типа) по сравнению с гипертрофией быстрых волокон (II типа).